# Festival international de musique universitaire
 (juillet 2020).
Si vous disposez d'ouvrages ou d'articles de référence ou si vous connaissez des sites web de qualité traitant du thème abordé ici, merci de compléter l'article en donnant les références utiles à sa vérifiabilité et en les liant à la section « Notes et références ».
Le Festival international de musique
(FIMU) est un festival gratuit se déroulant chaque année à Belfort durant le mois de mai ou juin, pendant les 3 jours du week-end de la Pentecôte, et le vendredi et jeudi après-midi. Il accueille chaque année environ 100 000 festivaliers, avec quelque 135 000 en 2018 ce qui constitue un record.

## Historique
Le FIMU est né en 1986 sur l'idée d'un enseignant de l'UTBM, qui voulait créer un évènement autour de la musique estudiantine.
En 2015, pour la 29e édition du FIMU, plus de 110 groupes, soit 2 500 musiciens étudiants et amateurs en provenance de 33 pays, ont participé à 250 concerts gratuits dans la ville de Belfort. C'est un festival généraliste, tous les genres de musique y sont joués. Il permet à un public très large de découvrir des musiques auxquelles il n'est pas habitué, la totale gratuité et la concentration des lieux de concerts dans la vieille ville permettant de passer facilement d'un genre à un autre.

## Organisation
L'organisation et le financement sont assurés par la ville de Belfort avec le soutien des associations étudiantes de l'Aire urbaine. Le bénévolat y est très développé puisqu'en 2015 plus de 300 bénévoles étaient présents.

### Le Comité de pilotage
En plus des bénévoles présents lors de l'événement, il existe des référents bénévoles aux missions spécifiques :
- Le référent pilote de groupe : en concertation avec les coordinateurs du FIMU chargés de l'accueil des musiciens, il gère l'attribution des pilotes aux formations musicales en fonction de la demande des artistes et des compétences des bénévoles ;
- Le référent accueil public : répartir les bénévoles entre les différentes scènes intérieures et vient en renfort de ses équipes en cas de forte affluence ;
- Le référent régie : relais entre les bénévoles et les régisseurs professionnels, il affecte aussi les assistant(e)s techniques sur tous les sites ;
- Le référent sécurité : donne les consignes de sécurité aux bénévoles et fait le relais avec le dispositif de secours en place ;
- Les référents du FIMU pour tous : coordonnent le dispositif d’accueil des personnes en situation de handicap ;
- Les référents FIMU des enfants : encadrent les animations à destination des enfants.

### Le FIMU des enfants
Les festivaliers de 5 à 12 ans ont eux aussi leurs animations dédiées. Ils peuvent s'adonner à la pratique d'instruments étonnants et à des jeux d'expressions corporelles amusants lors d'ateliers ludiques et pédagogiques encadrés par des professionnels.
Afin que toute la famille puisse profiter pleinement du FIMU plusieurs installations sont mises en place : 
- des ateliers en famille ;
- des ateliers pour l'éveil musical ;
- un parcours musical familial ;
- des ateliers libres.

### Accès handicapé
Des services adaptés au public en situation de handicap visuel, auditif, mental, cognitif, psychique et moteur sont mis en place.
Ainsi 4 000 plaquettes d'informations sont distribuées auprès des associations et structures spécialisées et aux bénéficiaires de la Mission autonomie.
Des services sur mesure sont proposés par la ville de Belfort et l'Association des Paralysés de France :
- des prêts de fauteuils roulants ;
- un système de boucle magnétique ;
- des toilettes faciles d'accès ;
- des plateformes surélevées pour une meilleure visibilité des scènes.

### Sécurité
Afin d'assurer la sécurité des festivaliers et de réduire les déchets, le verre est interdit sur le festival ; les gobelets en plastique de 25 et 50 cl sont consignés, et deviennent souvent des objets collector, puisqu'ils sont personnalisés avec l'instrument de l'année.
Des stands sont présents pour s'informer et sensibiliser le public aux conduites à risques. Deux bars à eau gratuits permettent également d'assurer l'hydratation des festivaliers.

### Le festival en images

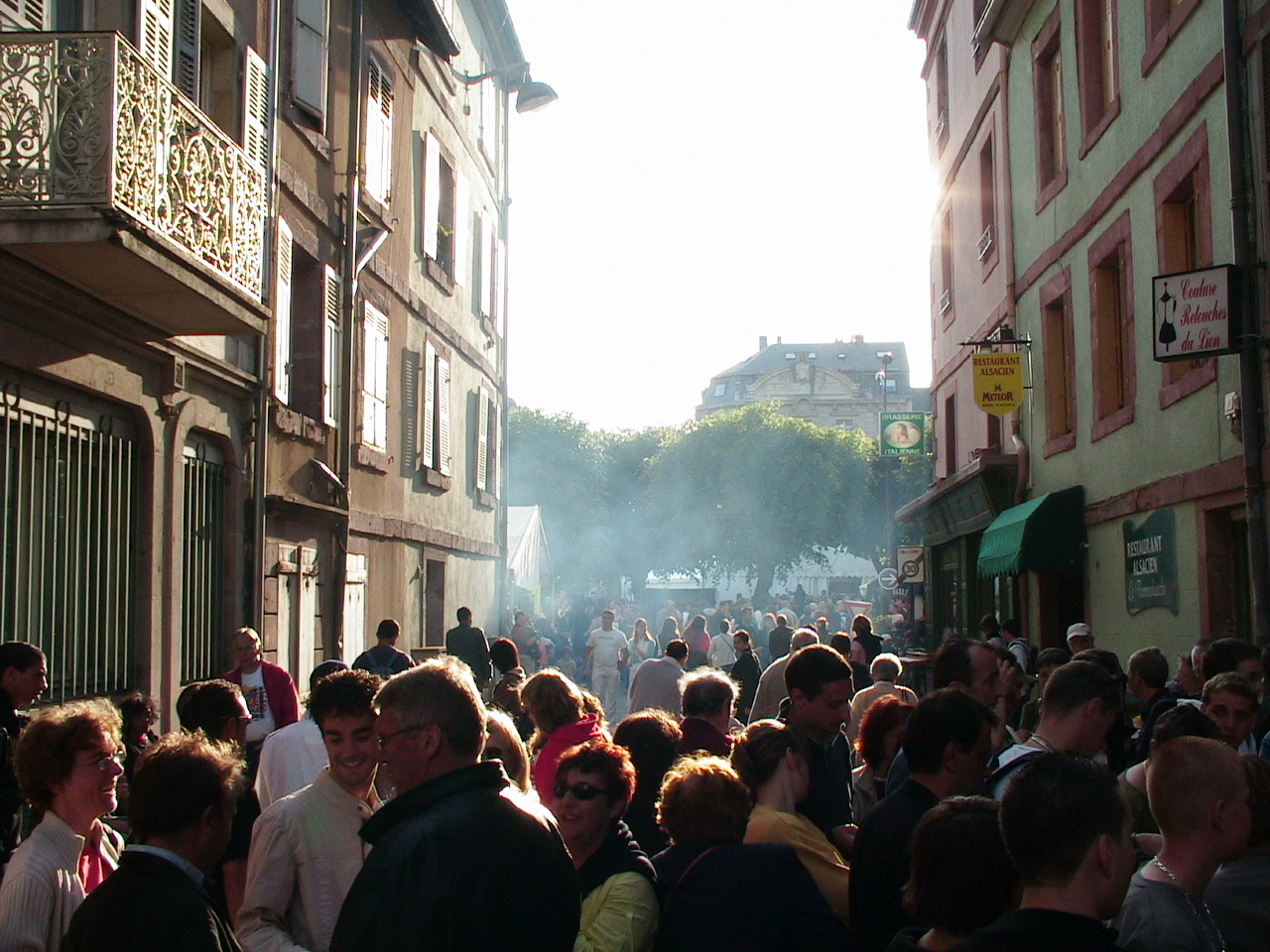
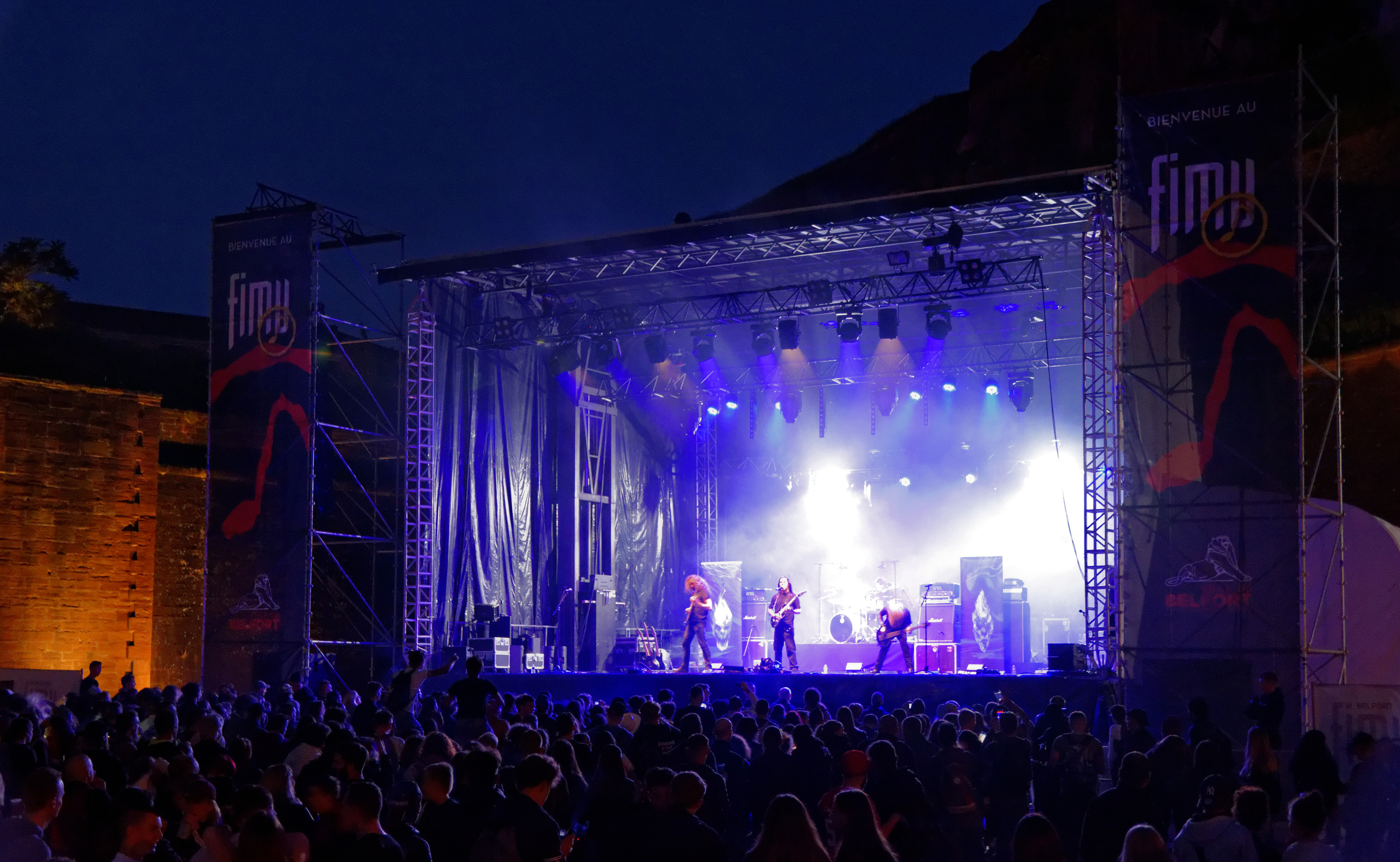
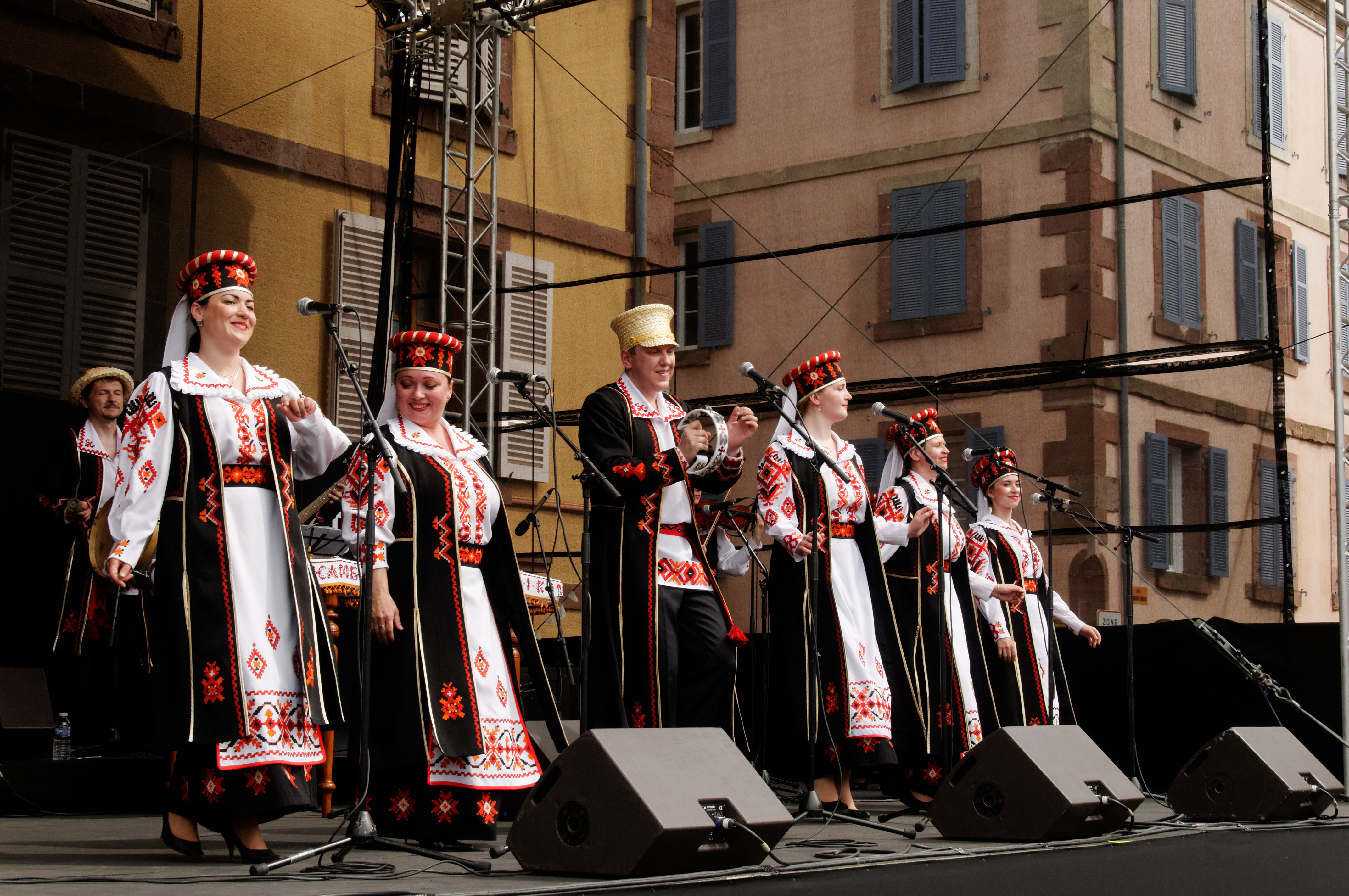
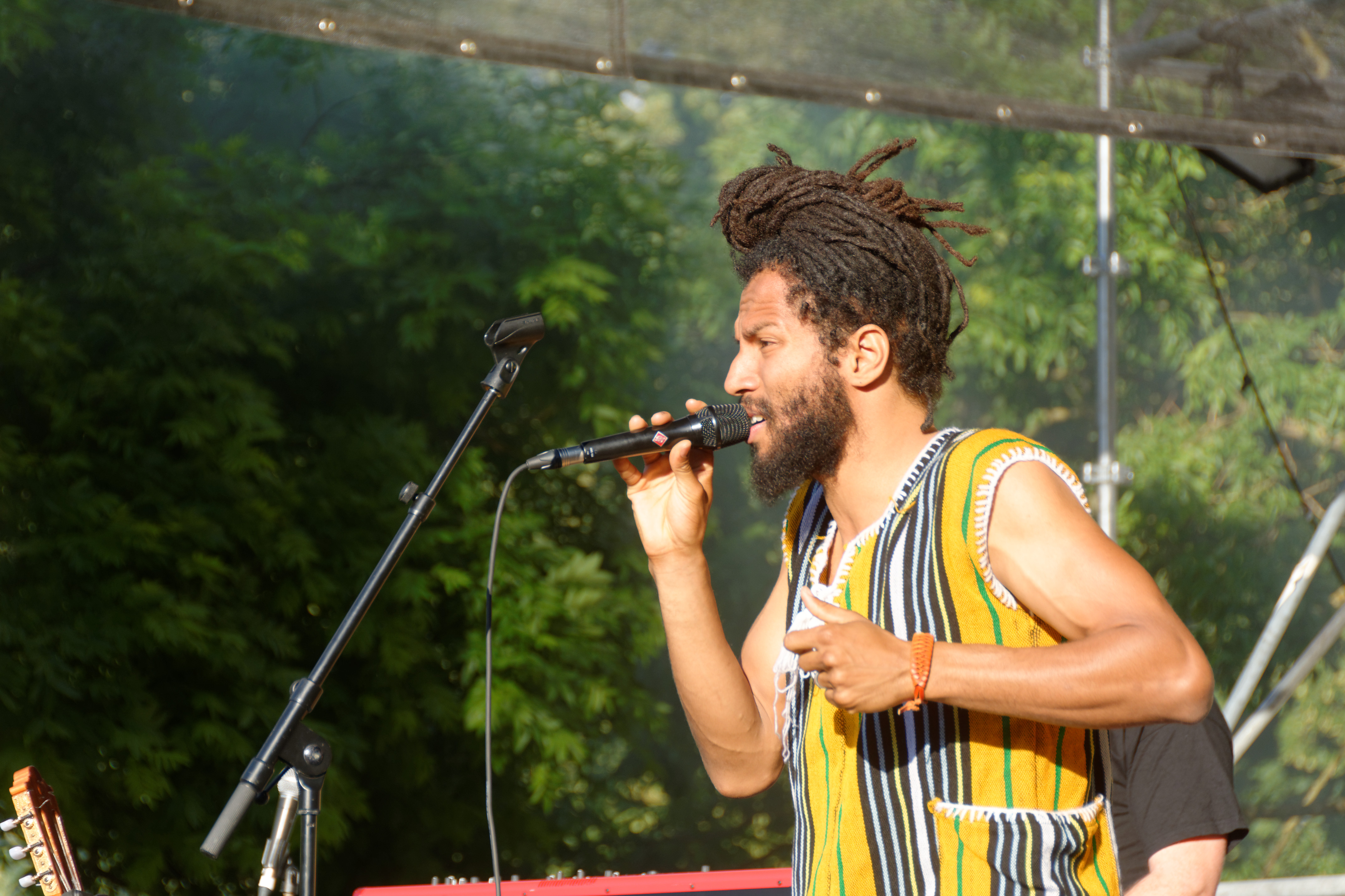
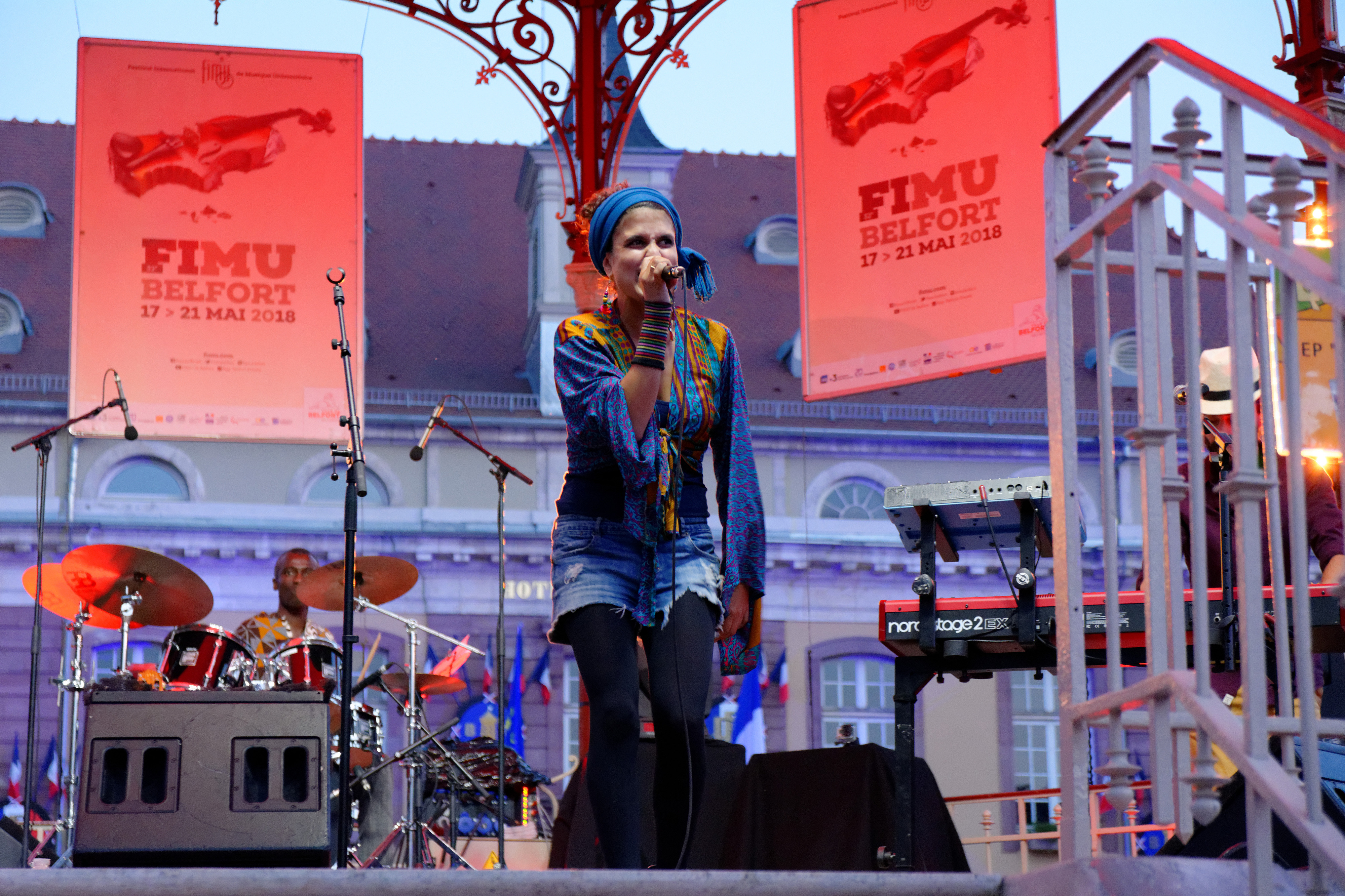
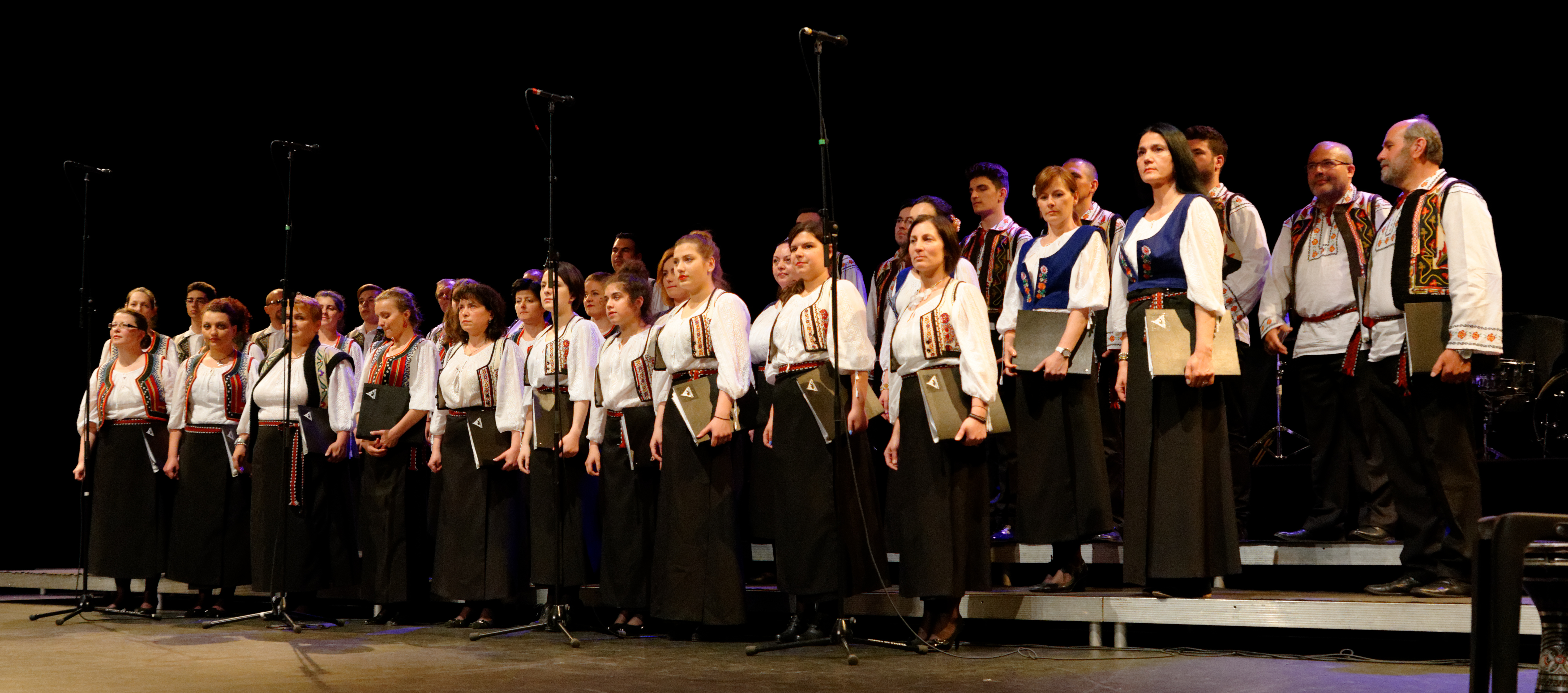
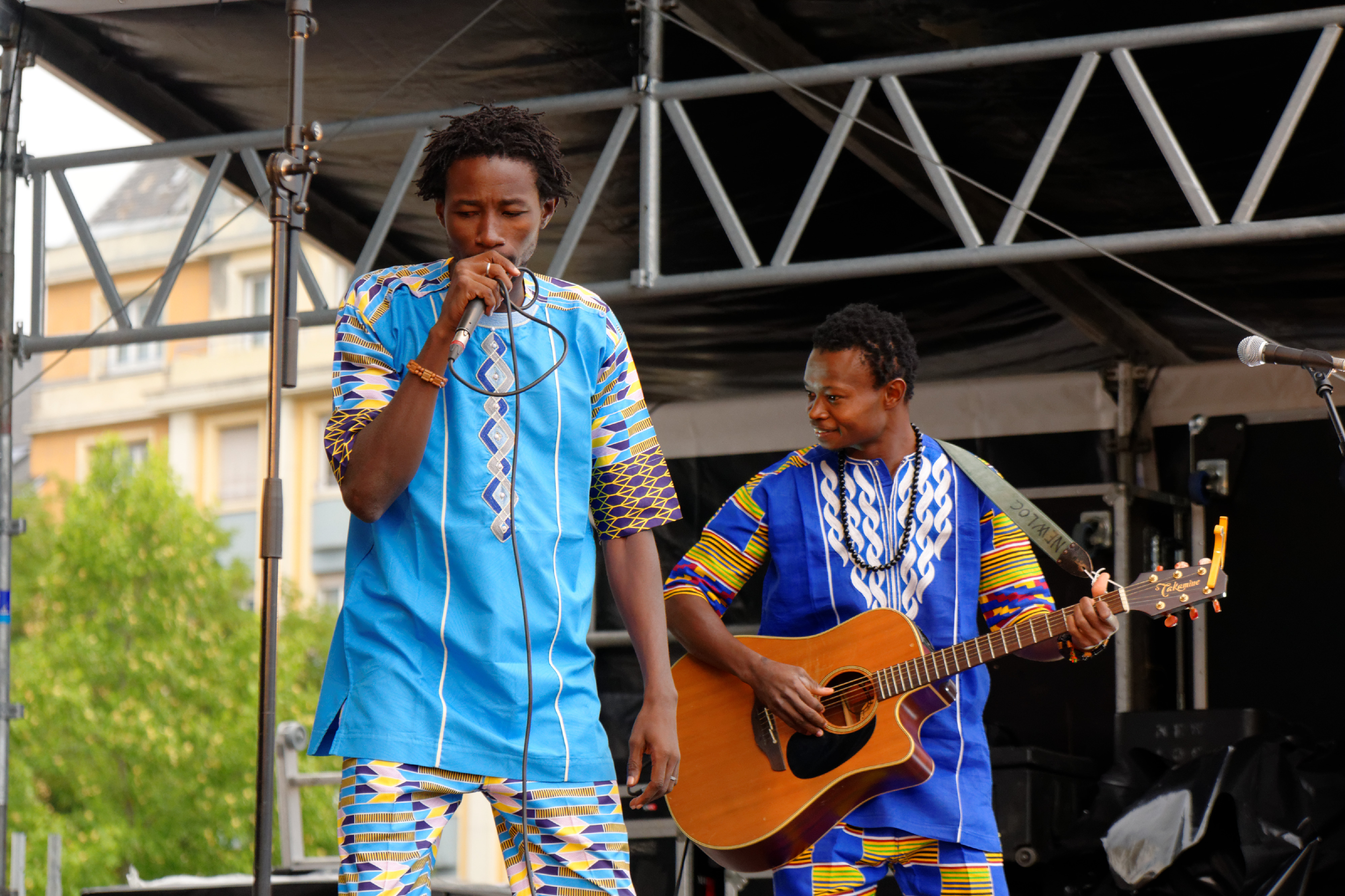

## Sélection des artistes
Le FIMU lance chaque année un appel à candidatures pour la sélection des artistes qui constituera la programmation musicale. L'appel est ouvert aux formations musicales amateurs ou en voie de professionnalisation, incluant les groupes, artistes solos et étudiants. Il est accessible aux artistes de toutes nationalités. En 2025, selon les organisateurs " l'équipe du FIMU a reçu 1317 candidatures venant de 87 pays ",.
La sélection des artistes est assurée par des jurys composés de professionnels du secteur musical : responsable de la programmation de salles de concerts, de festivals, de conservatoires, d'écoles de musiques, tourneurs et labels, médias ou autres structures culturelles.
Les candidatures sont regroupées par esthétique musicale : jazz, musique classique, musique actuelles (hip-hop, rock, reggae) et musiques du monde (traditionnelles, folkloriques).